# Николай Фьодоров
Николай Фьодоров е руски политик, президент на Република Чувашия.

## Биография
роден на 9 май 1958 г. в с. Чедино, Чувашка АССР, РСФСР, СССР. Завършил е Юридическия факултет на Казанския държавен университет през 1980 г.